# 東福寺 (国分寺市)
東福寺（とうふくじ）は、東京都国分寺市にある真言宗豊山派の寺院。

## 歴史
鎌倉時代初期に開山された。その後も寺勢の起伏は激しく、1528年（享禄元年）、1621年（元和7年）、1725年（享保10年）と再興を繰り返している。
本尊は大日如来であるが、秘仏となっている。鎌倉時代に製作されたものといわれている。

## 夙妻太夫の悲話
当寺には、鎌倉御家人の畠山重忠と遊女の夙妻太夫の悲話が伝わっている。遊女で絶世の美女である夙妻太夫は、彼女のところに通い詰める畠山重忠と次第に深い仲になっていた。畠山重忠は平家追討のため西国に赴くことになり、夙妻太夫は重忠を待ち続けていた。ところが夙妻太夫に横恋慕していた男が「重忠は壇ノ浦で死んだ」と嘘をついた。夙妻太夫は悲嘆のあまり、姿見の池に投身自殺してしまった。村人たちは夙妻太夫を哀れに感じ、墓の側に松の木を植えて「傾城の松」と名付けた。するとその松は、西へ西へと伸び、葉も一葉だけしか付いていなかったという。そのため、この松は別名「一葉松」ともいう。現在の松は三代目になる。
現在、当寺は地名が「恋ヶ窪」であること、夙妻太夫の悲恋が伝えられていることから、境内に「恋の鐘」を設け、恋のパワースポットとして積極的に宣伝し、専用のサイトまで設けている。

## 交通アクセス
- 西国分寺駅より徒歩3分。